# Lutz (België)
Lutz is een Belgisch historisch merk van bromfietsen.
Lutz staat in verschillende bronnen te boek als een Belgisch merk dat in 1952 bromfietsen produceerde met een "Duitse motor".
Het is niet onwaarschijnlijk dat dit de inbouwmotortjes en misschien zelfs de complete bromfietsen van het Duitse merk Lutz in Braunschweig betrof.